# Cratere Rimac
Rimac  è un cratere sulla superficie di Marte.